# ウェスティングハウス・エア・ブレーキ

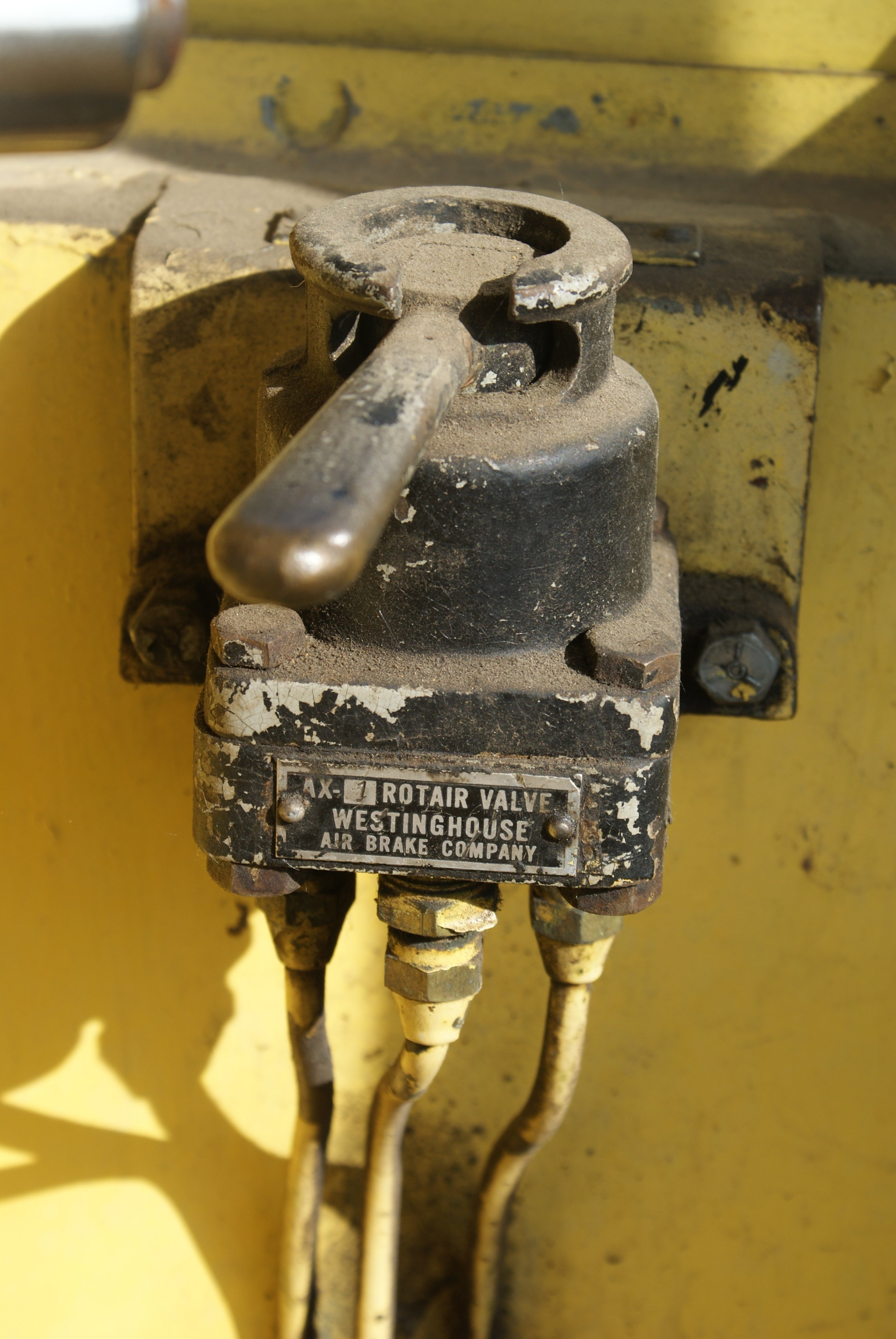
ウェスティングハウス・エア・ブレーキ社のブレーキ弁

ウェスティングハウス・エア・ブレーキまたはウェスチングハウス・エア・ブレーキ（英語: Westinghouse Air Brake Company 、WABCO）は、1868年に空気ブレーキを発明したジョージ・ウェスティングハウスが、後にペンシルベニア州ピッツバーグに移転して設立した会社である。ウェスティングハウス・エア・ブレーキを直接引き継いだ会社としては、商用車向けブレーキシステムを生産しているWABCOビークル・コントロール・システムズ（WABCO Vehicle Control Systems ）と、鉄道用部品の製造をしているワブテック（Wabtec ）があるが、両社は20世紀中頃から独立した企業として運営されている。
ピッツバーグで何年かにわたってブレーキを製造した後、ウェスティングハウスは市の東方、従業員向け住宅が建設された地域に工場の建設を始めた。イースト・ピッツバーグ （East Pittsburgh ）、タートル・クリーク（Turtle Creek ）、ウィルマーディング （Wilmerding ）などである。

## 歴史
ウェスティングハウス・エア・ブレーキは、ジョージ・ウェスティングハウスによって1869年に設立された。ウェスティングハウスは20世紀初頭の産業発展期に多くの会社を設立した。国中の鉄道に性能の改善と速度の向上をもたらした空気ブレーキの工場は、1889年に新しいペンシルベニア州ウィルマーディングへと移転した。ウィルマーディングはピッツバーグから14 マイル離れた小さな町で、その当時5,000人の住民しかいなかった。ウィルマーディングでは社会主義運動が強く、平和な農村地帯であった。ウィルマーディングは、ペンシルバニア鉄道のすぐそばであることや、主にブルーカラーの住民が住んでいることなどから、会社にとって理想的な町であると考えられた。会社はピッツバーグ周辺エリアから3,000人の従業員を雇ったが、そのほとんどはウィルマーディング出身であった。
人の少ない農村に過ぎなかったウィルマーディングは、この新しく工業的に重要な会社の周りで発展し、ついに地図に掲載されるまでになった。その人口の3分の1ほどが何らかの形で会社に関係し、多くの人々が自分たちが育ってきた家で自分たちの子供を育てるほど町に定着するようになった。会社の発展に伴ってその他の産業も発展した。ウィルマーディングへやってくる、あるいは出かける多くの旅客は、狭い通りに立ち並んだ商店で買い物をするために立ち寄った。散髪からマンガ本、食料品から材木に至るまで、ウィルマーディングでは何でも買い求めることができた。
ウェスティングハウス・エア・ブレーキの労働条件は単に秀でているのみならず、さらに会社は従業員のために多くの改善をした。1869年の時点で、1日9時間労働、週55時間労働を実施していた数少ない会社の1つである。土曜日を半ドンにしたアメリカで最初の会社であるとの説もある。さらに様々な福祉オプションが従業員のよりよい労働・生活環境のために用意されていた。
空気ブレーキの工場はとても繁栄し、この小さな町にとっては恩恵以外の何者でもなかった。1905年までに、200万両以上の貨車、客車と89,000両の機関車がウェスティングハウスの空気ブレーキを装備していた。しかし大きな事業はどれもそうであるように、浮き沈みがあった。ウィルマーディングでの事業に関わる人には1つの大きな不満があった。閑散時期には労働者の約半数分の仕事しかなかったということである。会社の従業員は完全に会社に依存していたので、これは大きな意味を持っていた。経済が不況に陥り、会社の利益が減少すると、労働者も生活水準を落とさなければならなかった。ウィルマーディングの繁栄も不幸も全てウェスティングハウス・エア・ブレーキの成功に掛かっており、会社が失敗すれば、市民もそれに合わせなければならなかった。
1900年代初期のこの頃、ウェスティングハウス社はその購入した土地に多くの家を建て、それを労働者たちにとても安価に販売した。会社はよりよい労働者を獲得するために、教育や文化活動を地域のキリスト教青年会を通じて実施した。ウェスティングハウスはその労働条件に必ずしも適していない人間にも配慮していた。病気や負傷で労働に不適であるかもしれない従業員にある程度の給料を保証できるようになっていた。50歳以下の全ての従業員は、健康診断を受けたのちに会員となる資格があった。会員は、その1月当たりの生産額によって分類された所属クラスに応じて働いていた。その生産額は50セントから1ドル50セントまでの範囲に分けられ、能力的な障害があっても39週連続でその利益を受け取ることができた。この頃のウィルマーディングニュースによれば、同社の従業員の76%が会社と会員契約を結んでいた。
ウェスティングハウス・エア・ブレーキは何人かの経営者の下、1999年まで製品の製造を続けていた。ピッツバーグの工業的な地位の落ち込みと共に、会社も以前よりずっと重要ではない地位に落ち込んでいたが、製品の製造を続けていた。
会社は21世紀に存続する2つの会社を残した。これらの2社は互いに独立した存在となっている。一方はウェスティングハウス・エア・ブレーキとモーティブパワー・インダストリー（MotivePower Industries ）が1999年に合併したワブテックで、ウィルマーディングで鉄道用の空気ブレーキの設計と製造を続けている。もう一方はWABCOホールディングスとして知られ、商用車用の制御システムの設計と製造を行っており、ベルギーのブリュッセルに本社を置いている。WABCOホールディングスは、30年来の親会社であったアメリカン・スタンダード・ブランズにより2007年に株式公開された。

## 製品の歴史

### 直通空気ブレーキ
初期の空気ブレーキは、空気圧縮機、主空気だめ、機関士用の機関車の操作バルブ（ブレーキ弁）とブレーキ管、各車両のブレーキシリンダーから構成されていた。この初期の空気ブレーキ（直通ブレーキ）の問題点の1つとして、列車の先頭に近い車両が後ろの車両に比べて早くブレーキが掛かり、衝撃をもたらして後ろの車両が前の車両にぶつかる時に破損するということであった。
しかしもっと大きな問題点としては、この構成は自動ブレーキではなく、ブレーキ管の接続にわずかなミスでもあると列車全体にブレーキが掛からなくなるということである。

### 自動空気ブレーキ
1872年にジョージ・ウェスティングハウスは、三動弁を発明して各車両のブレーキシリンダーに備え付けることで、自動空気ブレーキを開発した。ブレーキが掛かっていない時は空気圧が常時補助空気だめとブレーキ管に込められている。空気圧の均衡は補助空気だめとブレーキ管の間で保たれている。
ブレーキを掛けるためには、ブレーキ管から空気が抜かれ、各車両の三動弁が動いてブレーキが掛かる。各車両のブレーキを緩めるためには、補助空気だめの圧力より高くなるまでブレーキ管の圧力を増加させ、これにより三動弁をブレーキシリンダー側へ動かして補助空気だめとブレーキ管がつながり、補助空気だめとブレーキ管の圧力が均衡する。

### 三動弁の急動作用
自動空気ブレーキは、直通空気ブレーキに比べれば大きな進歩であったが、非常時には相変わらず列車の先頭側の車両が後側の車両より先にブレーキが掛かっていた。これを改善するためにウェスティングハウスは1887年に急動作用のある三動弁を発明した。この三動弁は、それぞれの車両で空気をブレーキ管から自動的に排出する機能を持っており、ブレーキをより素早く効かせることができる。